# Bobbi-Bobbi
Bobbi-Bobbi – jeden z bogów drugiej generacji z mitologii aborygeńskiej, występujący pod postacią olbrzymiego węża. Jest dobry i życzliwy ludziom. Wysyła na ziemię latające lisy – nietoperze, by ludzie mogli je upolować i zjeść. Ale zwykła ludzka broń – kamienie i dzidy, nie nadają się do zabijania nietoperzy. Dlatego Bobbi-Bobbi wyrywa sobie żebro i tworzy bumerang. Ludzie są pod wrażeniem boskiej broni, która trafia latające zwierzęta, a jeśli nie osiągnie celu, wraca do rzucającego. Pewnego dnia grupa zuchwalców rzuca bumerangiem w niebo i przedziurawia je. Bóg postanawia ukarać ludzi i zabrać im bumerang. Zmienia jednak zdanie. Postanawia pożreć zuchwalców i zwrócić użyteczną broń ludziom.